# Musée national des Arts et Traditions populaires (Paris)
Pour les articles homonymes, voir Musée national des Arts et Traditions populaires.
Le musée national des Arts et Traditions populaires (MNATP) est un musée national créé par le décret du 10 août 1941, sur la base des collections du département des arts et traditions populaires, institué en 1937 au sein du musée de l'Homme. Situé depuis 1972 dans le bois de Boulogne (16e arrondissement de Paris), ce musée d'ethnologie présentait une vision synthétique de la société française traditionnelle, rurale et artisanale pour l'essentiel, depuis le XIXe siècle jusqu'aux années 1960.
Après plus de soixante-dix ans d'existence, il a fermé ses portes au public en 2005. Ses collections constituent aujourd'hui le  fonds majeur du Musée des civilisations de l'Europe et de la Méditerranée (MuCEM) qui a ouvert le 7 juin 2013 à Marseille.
L'une de ses grandes originalités fut de se constituer en musée-laboratoire, selon la formule retenue par son fondateur Georges Henri Rivière, associant conservateurs et chercheurs. La vocation scientifique de l'établissement était ainsi mise en avant avec le Centre d'ethnologie française, rattaché au Centre national de la recherche scientifique sous la forme d'une unité mixte de recherche (UMR).

## Histoire
Le prédécesseur du MNATP, le « musée de folklore français » – le mot folklore étant alors entendu comme l'étude du peuple – est né en même temps que le musée d'ethnographie du Trocadéro, créé pour recueillir et exposer les collections issues des missions dans les pays du monde colonial et extra colonial français – présentés notamment dans les grandes expositions –, qui s'ouvre sous la direction du docteur Hamy, dans un palais bâti pour l'Exposition universelle de 1878. En 1884, est inaugurée la « Salle de France », qui, à côté des salles d'Afrique et d'Asie, présente des collections françaises. Le musée a notamment pour objectif de fournir une source d'inspiration pour l'industrie nationale.
Si, à ses débuts, le musée trouve son public, il va beaucoup souffrir de la première guerre mondiale ; la salle de France est fermée en 1928. Travaillant aux côtés du docteur Paul Rivet (alors directeur du musée d'ethnographie du Trocadéro) pour l'aménagement du musée de l'Homme (ouvert en 1937), le muséographe Georges Henri Rivière observe que la France est le seul pays européen à ne pas disposer d'un musée de folklore. Le Front populaire, au pouvoir en 1936, va témoigner d'un grand intérêt pour la démocratisation culturelle, notamment sous l'impulsion de Jean Zay, ministre de l'éducation nationale et directeur des Beaux-Arts. À l'occasion de l'Exposition universelle de 1937 et grâce à la ténacité de Georges Henri Rivière, les prémisses de ce que sera le musée des ATP voient le jour à partir des collections de la section française du musée d'ethnographie du Trocadéro.
Le premier musée consacré à la France « populaire », essentiellement rurale, est donc créé en 1941, sous la direction de Georges Henri Rivière. Il consiste d'abord en un « département des Arts et Traditions populaires » (crée en 1937) lié aux musées nationaux et installé dans le Palais du Trocadéro (qui deviendra le Palais de Chaillot). Ainsi, le domaine des arts et traditions populaires se constitue en véritable objet scientifique. Des équipes d'enquêteurs sont constituées pour sillonner le monde rural et collecter des objets, témoins de la culture matérielle. Georges Henri Rivière marque sa différence avec le musée de l'Homme : alors que ce dernier est rattaché institutionnellement au Muséum national d'histoire naturelle, les ATP dépendent de la section des Beaux-Arts du ministère de l'Éducation nationale, embryon du ministère de la Culture créé par André Malraux. Le musée des ATP s'installe dans le sous-sol du Musée des monuments français, mais les collections s'agrandissant, Georges Henri Rivière, après la guerre, imagine un musée en plein air dans divers endroits de Paris.

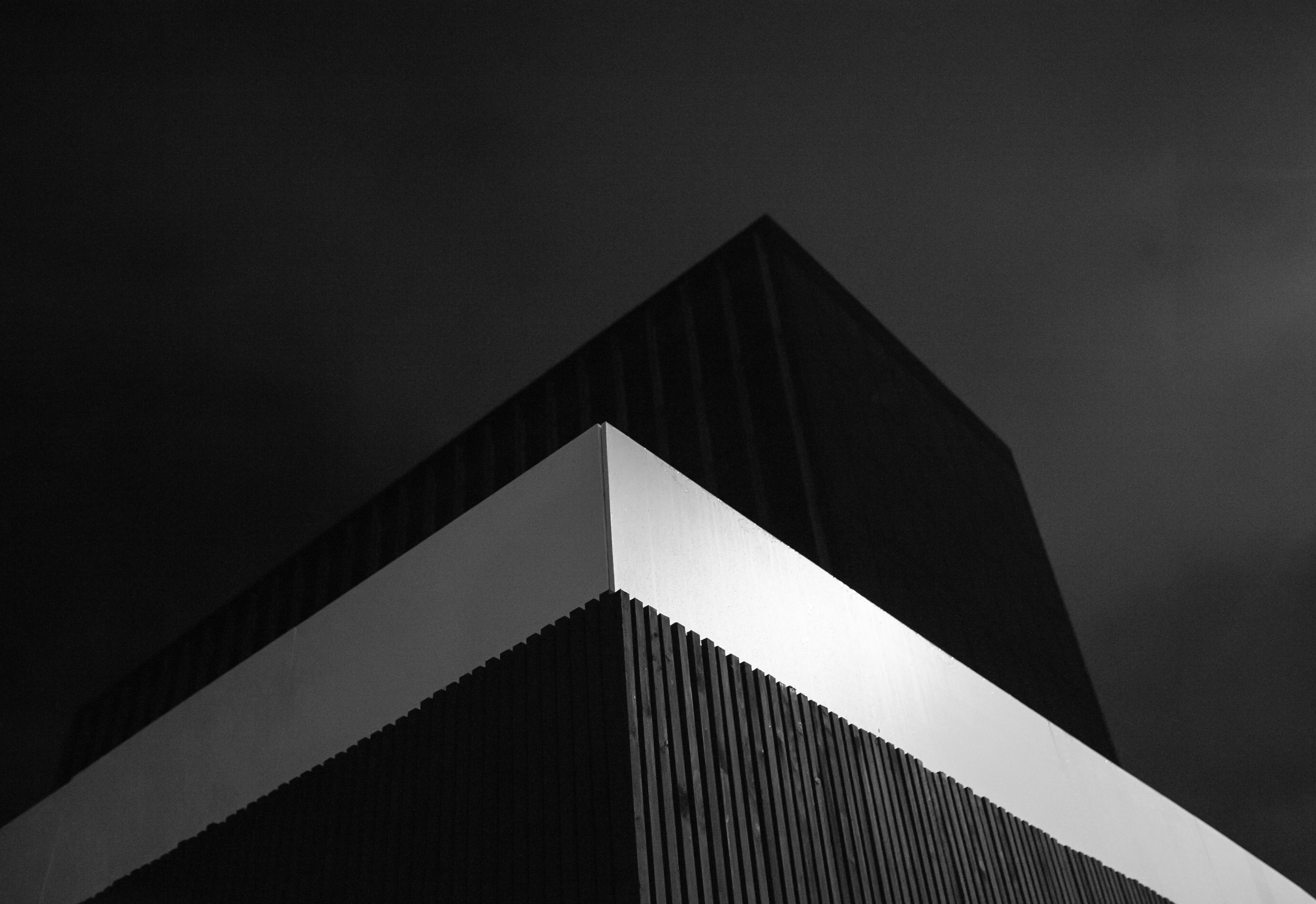
Le bâtiment moderne du musée national des Arts et Traditions populaires inauguré en 1972.

Après de nombreuses difficultés, le musée se voit attribuer un emplacement dans le Jardin d'acclimatation au Bois de Boulogne. Georges Henri Rivière travaille avec les architectes Michel Jausserand et Jean Dubuisson, qui élaborent un bâtiment alors très moderne pour abriter les collections et les équipes du musée-laboratoire. Les premières esquisses du bâtiment sont élaborées en 1953, et l'ouverture opérée finalement en 1972.
Les enquêtes et les collectes se multiplient, et celui qu'on a surnommé « Le Louvre du peuple » présente ses collections d'une double manière : dans la Galerie d'étude, ouverte en 1972, qui aborde les aspects les plus technologiques de la culture, et dans la Galerie culturelle, ouverte en 1975, qui présente dans un programme inspiré par Claude Lévi-Strauss la plupart des facettes de la vie en société de la paysannerie et de l'artisanat français. Ces présentations muséologiques, qui mettent au second plan l'environnement pour laisser l'objet seul parler, furent alors saluées comme des réalisations esthétiques remarquables, et Georges Henri Rivière fut surnommé le « magicien des vitrines. »
Si les deux galeries ne changent pas après leur installation, restant exclusivement consacrées à la France agricole traditionnelle, une série d'expositions temporaires concernera les cultures contemporaines, qu'il s'agisse des fêtes populaires, ou des pratiques urbaines comme le skate-board par exemple.
Cependant, la muséographie totalement figée, équipée d’appareils modernes (en 1970) mais vite rendus obsolètes et irréparables (Carrousel de Kodak, magnétophones Revox, l’absence d’espace d’exposition temporaire (jugé inutile par Georges Henri Rivière) ont fini par lasser le public, même les scolaires. Une refonte majeure s’imposait, pour laquelle les idées qui avaient présidé à la conception du musée – présentation intégrale et permanente des collections, rendant inutiles les réserves et les expositions temporaires… – devaient être abandonnées.
Ainsi, les années 1980 marquent un déclin de la fréquentation du musée par le public, qui conduit à une restructuration. Le comité interministériel d'Aménagement durable du territoire (CIADT) confirme en 2000 la délocalisation du MNATP-CEF et sa transformation en musée des Civilisations de l'Europe et de la Méditerranée (MuCEM). « Réinventer un musée, le musée des Civilisations de l'Europe et de la Méditerranée » est en 2002 le premier projet scientifique et culturel du nouveau musée ; l'installation d'une antenne du musée à Marseille, permet de nouer des partenariats locaux et d'organiser les expositions à venir. Marseille accueille le MuCEM et le Centre de conservation et de ressources documentaires (CCR).
Le MNATP devient officiellement musée des Civilisations de l'Europe et de la Méditerranée le 22 juin 2005 (date du décret). En septembre 2005, le site parisien ferme au public, tandis que les travaux des chercheurs et des muséographes se poursuit ; le MuCEM ouvre ses portes aux visiteurs en juin 2013.

## Directeurs successifs du MNATP puis du MUCEM
- Georges Henri Rivière, de 1937 à 1966
- Jean Cuisenier, de 1966 à 1988
- Nicole Garnier (d), de 1988 à 1992
- Martine Jaoul (d), de 1992 à 1996
- Michel Colardelle (d), de 1996 à 2009
- Bruno Suzzarelli (d), préfigurateur et premier président du Mucem de 2009 à 2014[2]
- Jean-François Chougnet (d), président du Mucem de 2014 à 2022[5]
- Pierre-Olivier Costa, président du Mucem depuis novembre 2022[6]

## Les travaux de recherche et les enquêtes de terrain depuis 1937
Dès la création du MNATP, sont engagées des missions, animées par l'équipe des conservateurs et des chercheurs.
Des séries d'enquêtes sont réalisées, notamment des enquêtes de terrain, qui permettent également de collecter des objets liés aux recherches (mobilier, textiles, ustensiles domestiques, etc.) ; les documents résultants de ces enquêtes (notes, carnets de croquis, photographies, enregistrements sonores, etc.) entrent dans l'« Office de documentation folklorique » (qui deviendra plus tard le service des archives et de la documentation photographique).
Parmi les enquêtes réalisées entre 1937 et 1972, plusieurs sont notables, dont : l'« enquête de Sologne » (concernant une étude des fermes, de l'artisanat, des pèlerinages et dévotions, réalisée en 1937), la « mission de folklore musical en Basse-Bretagne » (été 1939), les enquêtes faisant partie des « Chantiers intellectuels » (faites dans le du Commissariat à la Lutte contre le Chômage de la Délégation Générale à l'Équipement National ; parmi celles-ci : l'« Enquête sur l'architecture rurale » (1941-1946), l'« Enquête sur le mobilier traditionnel » (1941-1946), l'« enquête sur les techniques artisanales » (1942-1946)), l'enquête sur le patrimoine du théâtre de marionnettes français menée par Pierre Soulier en 1947 (et ayant permis au musée d'acquérir des théâtres, décors et photographies de milliers de marionnettes).
Entre 1964 et 1968, deux enquêtes sont organisées par le CNRS avec la participation du MNATP : elles sont faites au sein des Recherches coopératives sur programme (RCP) et ont consisté en une étude pluridisciplinaire de deux régions françaises : l'Aubrac et le Châtillonnais. Ces enquêtes ont là encore permis de collecter des objets locaux, ainsi que faire une reconstitution d'un « buron de l'Aubrac », une ferme où était fabriqué le fromage. Cette dernière, présentée dans le MNATP, sera un élément important de la galerie culturelle.
À partir de 1966, la recherche au sein du MNATP évolue et devient institutionnelle avec une convention entre le CNRS et la Direction des musées de France : le Centre d'ethnologie française (CEF), laboratoire associé au musée, est alors créé. Celui-ci continuera à apporter de quoi enrichir les collections du musée. Des campagnes de fouilles et d'acquisitions, financées par le CNRS et l'EHESS, dirigées par le groupe d'archéologie médiévale du MNATP, débutent à partir de 1969 ; en plus de l'acquisition de savoirs, elles permettront également un enrichissement des collections du musée par des poteries carolingiennes, des céramiques du Beauvaisis et des objets issus du village médiéval de Dracy en Côte-d'Or.
Les thématiques des enquêtes-collectes s'ouvrent plus largement à partir de 1970 ; parmi celles-ci : les enquêtes sur le cirque et la fête foraine (Zeev Gourarier, Jacqueline Christophe), sur le sida (Françoise Loux), sur le Hip-Hop et le graffiti (Claire Calogirou), sur les musiques amplifiées (Marc Touché). Là encore, les collections du musée se trouvent enrichies.

## Les collections françaises d'ethnographie
Dès son ouverture en 1937, le MNATP compte dans ses collections les 7 334 objets issus des collections du musée d'ethnographie du Trocadéro. Les enquêtes de terrain réalisées pour la recherche permettent la collecte d'objets, qui enrichissent les collections du musée. En 1968, l'inventaire des collections compte 82 145 objets, 26 957 phonogrammes, 40 693 livres, 1 841 périodiques, 132 530 document photographiques, et des centaines de milliers de pièces d'archives documentaires et scientifiques ; ces nombres augmenteront encore les années suivantes.
Si Georges Henri Rivière peut installer au sein des locaux du musée dans le Palais de Chaillot des expositions temporaires (entre 1951 et 1963), l'espace ne permet pas l'existence d'une exposition permanente des collections. C'est en 1975 que l'ouverture de la « galerie culturelle » dans le nouveau bâtiment sis au bois de Boulogne depuis 1972 permet d'exposer au public des collections de façon permanente et dans des locaux spécialement étudiés pour cela. Des expositions temporaires ont également lieu.
La muséographie originale élaborée par Georges Henri Rivière met en valeur des ensembles d'objets dans les vitrines. Elle ne fait plus appel aux mannequins mais utilise des fils de nylon pour l'accrochage.
Sont inventées des « unités écologiques », c'est-à-dire des ensembles présentant tous les objets d'un lieu particulier, tels qu'ils étaient dans leur contexte naturel (l'intérieur d'une ferme de Basse-Bretagne, une forge du Queyras, une laiterie, ou buron, sur l'Aubrac). Leur reconstitution dans le musée a nécessité un rigoureux travail de repérage, démontage puis remontage de ces unités prélevées de leur milieu d'origine. Des vitrines thématiques permettent de présenter, en les décomposant, toutes les étapes du processus d'acquisition–transformation tel qu'il était mis en œuvre. « Du blé au pain », par exemple, indique toutes les séquences (gestes et objets) depuis la préparation de la terre jusqu'à la consommation du pain.
La galerie culturelle s'organise en quatre parties : « techniques », « institutions », « coutumes et croyances » et « arts populaires ». Chacune de ces thématiques est explorée sous différents aspects. Pour ce qui est des « techniques », douze thèmes sont présentés dans les galeries, dont « cueillette et chasse », « pêche », « de la vigne au vin », « de l'arbre à l'établi », « de la terre au pot ».
Les archives du musée national des Arts et Traditions populaires font partie des archives publiques françaises, ce qui leur donne le statut de propriété publique.).

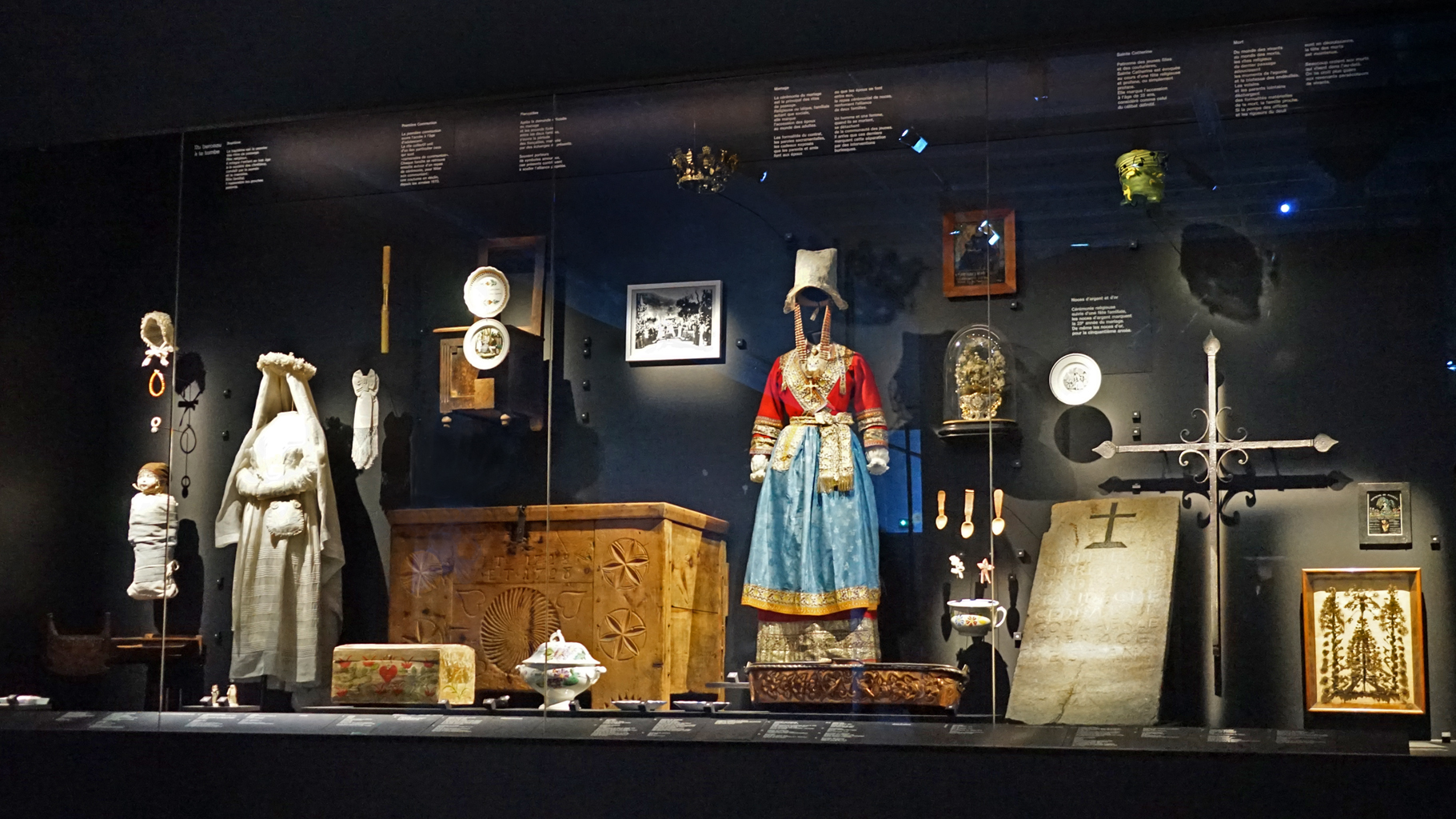
Du berceau à la tombe, vitrine consacrée aux rites de passages conçue par Georges Henri Rivière, reconstituée lors de l'exposition Dioramas au palais de Tokyo en 2017.
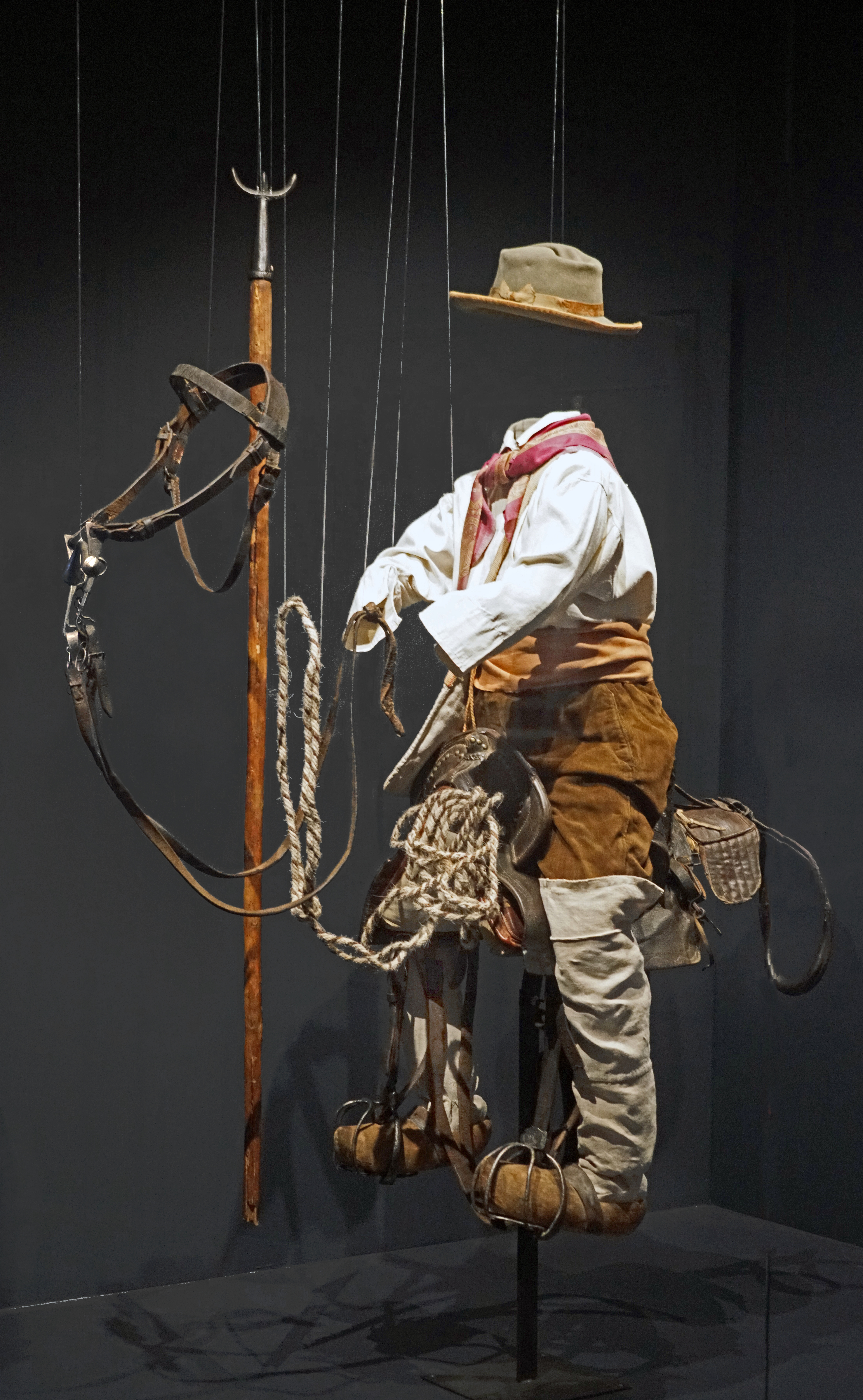
Un gardian en selle, vitrine reconstituée lors de l'exposition Folklore au centre Pompidou-Metz en 2020.
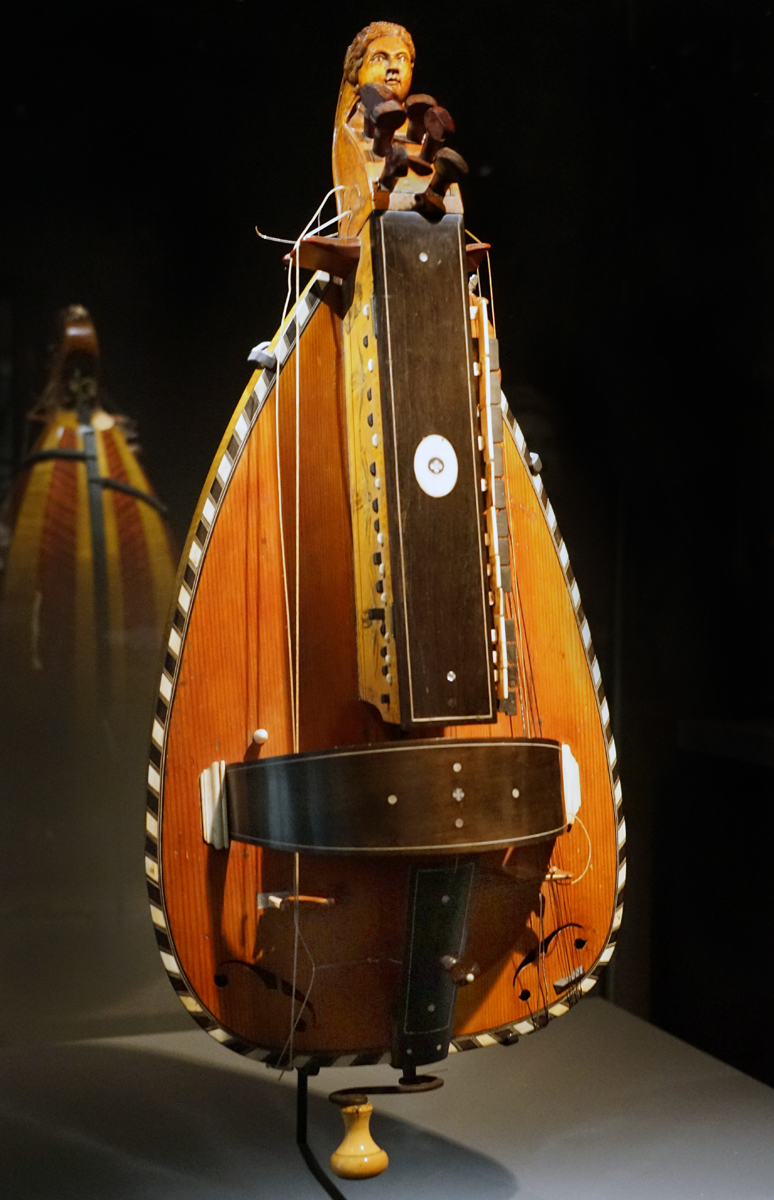
Une vielle à roue faisant partie des collections de l'ancien musée.

## Le transfert des collections à Marseille pour fonder le MUCEM
Malgré de nombreux atouts, le musée apparaît progressivement en décalage par rapport aux attentes du public, avec une fréquentation en baisse. Une réflexion est engagée à partir du milieu des années 1990 sur les nouvelles orientations que devrait prendre l'établissement. La politique d'acquisition s'élargit progressivement à l'espace européen et méditerranéen au début des années 2000, et au printemps 2005, sur décision du ministère de la Culture et de la Communication, le MNATP est fermé au public. Le bâtiment est progressivement vidé de ses aménagements muséographiques et de ses collections qui sont transportées à Marseille, formant le cœur d'un nouveau musée, le musée des Civilisations de l'Europe et de la Méditerranée (MuCEM).
Réalisé par l'architecte Rudy Ricciotti sur le môle J 4 du port de la Joliette, relié par une passerelle au site du Fort Saint-Jean, avec des réserves basées dans le quartier de la Belle de Mai dans un bâtiment construit par Corinne Vezzoni, le MuCEM ouvre au public le 7 juin 2013. Il intègre les cultures populaires françaises aux civilisations de l'Europe et de la Méditerranée, exposant des collections mais également des recherches, initialement centrées sur l'ethnologie française, allant vers une approche transdisciplinaire concernant les sociétés dans leur totalité et dans l'épaisseur du temps.
Ses collections sont constituées principalement à partir de celles de l'ancien MNATP, mais également à partir de celles du département « Europe » du musée de l'Homme reçues en dépôt en 2005. En plus de ces dépôts, une politique d'acquisition, sous forme d'achats, de donations ou d'enquêtes-collectes de terrain se poursuit sans discontinuité avec les moyens du ministère de la Culture.
Le nouveau musée présente des collections en lien avec le public et ses interrogations ; il est consacré à la conservation, l'étude, la présentation et la médiation d'un patrimoine anthropologique relatif à l'aire européenne et méditerranéenne. Il fonctionne comme un forum, un lieu de débats, où les présentations de référence et les expositions temporaires s'articulent autour de grandes questions de société. Ce musée est voulu comme un lieu vivant de rencontres, de débats et de créations.

## Rénovation du bâtiment de Jean Dubuisson et transformation du site parisien
Dans son rapport 2015, la Cour des comptes constate que 100 agents, « dont l'activité était des plus réduites », ont été maintenus après la fermeture du musée en 2005, et ce jusqu'à 2011,. La cour regrette également le manque d'anticipation liée à l'avenir du bâtiment abritant l'ancien musée qui coûte 396 000 euros par an en gardiennage.
En mars 2017 est lancé un nouveau projet culturel pour le bâtiment, qui, fermé depuis douze ans et peu entretenu, tombe en ruines : un accord passé avec la mairie de Paris prévoit de le réhabiliter pour le transformer en un lieu voué aux métiers de l'artisanat d'art, ainsi qu'en un lieu d'exposition, et en un institut des métiers d’excellence. La création d'une salle de 2 000 places assises et 4 000 debout avec un théâtre de verdure est envisagée, pour un montant de 158 millions d'euros. Le bâtiment, situé non loin de la Fondation Louis-Vuitton, doit être rebaptisé Maison LVMH - Arts -Talents Patrimoine, et devait ouvrir en 2022. L’État cède le bâtiment à la ville de Paris, en contribuant à sa remise en état partielle et à son désamiantage, et la transformation est prise en charge par le groupe LVMH,,.